# André Kolingba
André-Dieudonné Kolingba (12 de agosto de 1935 - 7 de febrero de 2010) fue el cuarto presidente de la República Centroafricana (RCA), desde el 1 de septiembre de 1981 hasta el 22 de octubre de 1993. Se hizo con el poder de manos del Presidente David Dacko en un incruento golpe de Estado en 1981 y lo cedería a Ange-Félix Patassé en unas elecciones democráticas celebradas en 1993. Kolingba contó con un gran apoyo por parte de Francia hasta la caída del Muro de Berlín, tras la cual, la presión nacional y exterior le obligó a convocar elecciones presidenciales en las que fue derrotado. Sus doce años de mandato vieron como aumentaba la influencia del Fondo Monetario Internacional (FMI) y del Banco Mundial en las decisiones de los países donantes de fondos respecto de su apoyo y gestión de la RCA. Muchos miembros del grupo étnico de Kolingba, el Yakoma, obtuvo puestos lucrativos en los sectores públicos, privados y paraestatales de la economía de la RCA en esta época. Ello provocó un aumento de la tensión entre los llamados “sureños” (incluidos los ribereños Yakomas) y los “norteños” (incluidos los Gbaya de la savana) de la RCA que conduciría a violentas confrontaciones entre estos grupos durante la era Patassé (1993-2003). 

## Juventud y formación
André-Dieudonné Kolingba nació el 12 de agosto de 1935 en Bangui, la capital de la colonia francesa de Ubangui-Chari en el África Ecuatorial Francesa. Miembro de la etnia ribereña Yakoma, Kolingba (significa "buffalo macho") se alistó en el Ejército francés en su juventud pero fue transferido al Ejército Centroafricano con la independencia en 1960. Se convirtió en Subteniente el 1 de octubre de 1964, Coronel, y General de Brigada el 3 de abril de 1973. Siendo Comandante de Batallón fue nombrado Consejero Técnico del Ministro de Defensa Nacional, Veteranos y Víctimas de Guerra el 1 de marzo de 1977, así como Aide de Camp de Su Majestad Imperial Bokassa I. Había sido Embajador de la RCA en Canadá –en sustitución de Sylvestre Bangui-- y en la República Federal de Alemania antes de ser nombrado Ministro en marzo de 1979. Cuando el emperador Bokassa fue derrocado en septiembre de 1979 y David Dacko fue restablecido en el poder por Francia, el general Kolingba obtuvo el favor de Dacko que le nombró jefe del Estado Mayor del Ejército en julio de 1981.

## Caída de David Dacko
En septiembre de 1981, el general Kolingba perpetró un incruento golpe de Estado y reemplazó a David Dacko en la jefatura del Estado. Pasó a ser entonces Presidente del Comité Militar de Reconstrucción Nacional desde el 1 de septiembre de 1981 al 21 de septiembre de 1985, y Presidente de la República desde el 21 de septiembre de 1985 hasta el 22 de octubre de 1993. Se ha especulado bastante sobre quien, exactamente, apoyó la toma del poder de Kolingba. Aunque todo parece apuntar a que tuvo el apoyo de Francia parece ser que los consejeros militares franceses le ayudaron a perpetrar el golpe sin la autorización o el conocimiento del Presidente socialista François Mitterrand y su entorno. La entidad y naturaleza del apoyo francés en el golpe de continúa siendo un misterio, pero el coronel francés Mantion fue Jefe de la Guardia presidencial durante muchos años y fue tan poderoso que se le conoció en la RCA como “el presidente del presidente”. Los franceses, de hecho, apoyaron a Kolingba hasta la caída del Muro de Berlín, que junto con el movimiento de democratización de África de finales de la década de 1980 y principios de la de 1990 condujo a la presión nacional, francesa e internacional para que se celebraran elecciones presidenciales. 

## Doce años de gobierno
Después de deponer a Dacko en 1981, Kolingba estableció un Comité Militar de Reconstrucción Nacional para gobernar el país, y de hecho, gobernó como dictador militar hasta 1986, cuando sometió una Constitución a referéndum nacional. La Constitución fue aprobada y se llevó a cabo un plebiscito en el que Kolingba resultó elegido Presidente para un mandato de seis años, 1986-1992. En mayo de 1986 Kolingba anunció la formación de un nuevo partido, la Agrupación Democrática Centroafricana (Rassemblement Démocratique Centrafricain) o (RDC). Tras la caída del Muro de Berlín, la presión exterior e interior forzó a Kolingba a adoptar medidas más democráticas. En marzo de 1991 consintió compartir el poder con Edouard Frank, al que nombró primer ministro. Estableció una comisión para revisar la Constitución con el fin de promover el pluralismo político. Cuando fue finalmente obligado a celebrar elecciones libres supervisadas por observadores internacionales en 1992, él solo obtuvo el 10% del voto e hizo invalidar las elecciones por el Consejo Constitucional. Su mandato presidencial debía concluir el 28 de noviembre de 1992 y de este modo perpetró un “golpe de Estado constitucional” y amplió su mandato durante 90 días más.

## Elección del presidente Patassé
El 3 de febrero de 1993 Kolingba estableció un órgano interino, el Consejo Nacional Político Provisional de la República (Conseil National Politique Provisoire de la République) para gobernar. El 28 de febrero de 1993, Abel Goumba, líder de la opositora Concentración de Fuerzas Democráticas (Concentración des Forces Democratiques) proclamó el fin de la interinidad del Presidente Kolingba. Sin intención de ceder Kolingba se mantuvo en su puesto, pero Francia le obligó a convocar nuevas elecciones, que llevaron a Angé Patassé a hacerse con la presidencia el 19 de septiembre de 1993. 

## Intento de golpe de Estado
El 28 de mayo de 2001 se produjo un intento de golpe de Estado contra el presidente Patassé, pero fracasó. Patassé acusó a Kolingba y sus partidarios de intentar desestabilizar su régimen y quiso juzgarlo, de este modo, Kolingba se refugió en Uganda. Tras la caída de Patassé, el autoproclamado Presidente François Bozizé decretó una amnistía para todos aquellos involucrados en el fallido golpe de Estado de 2001. Kolingba regresó a Bangui el 5 de octubre de 2003 en los últimos días de la Conferencia Nacional (Dialogue National) que Bozizé patrocinó para promover la reconciliación y reconstrucción del país. El 7 de octubre de 2003 Kolingba asistió a la conferencia y habló a los delegados, pidiendo públicamente perdón por los excesos cometidos durante su régimen. Partió poco después a París, el 2 de noviembre de 2003 para someterse a una operación de próstata.

## Condecoraciones y familia
Kolingba fue nombrado: officier de l’Ordre de l’Opération Bokassa (Oficial de la Operación Bokassa) (1 dic. de 1971), officier de l’Ordre de la Médaille de la Reconnaissance Centrafricaine (Oficial de la Orden del Reconocimiento Centroafricano) (1 ene. 1972), chevalier de l’Ordre du Merite Postal(Caballero de la Orden del Mérito Postal) (1 dic. 1972), commandeur (Comendador) (1 ene. 1975) y Grand-Croix (Gran Cruz) (1 dic. 1981) de l’Ordre du Mérite Centrafricain (de la Orden del Mérito Centroafricano).